# Geldmaat
Geldmaat is een Nederlands bedrijf dat geldautomaten aanlegt, beheert en onderhoudt. Het hoofdkantoor van Geldmaat bevindt zich in Weesp en het bedrijf telt zo'n 400 medewerkers. Geldmaat is een joint venture van de banken ABN AMRO, ING en Rabobank.

## Geschiedenis
Sinds 2011 verzorgt Geldmaat, het voormalige Geldservice Nederland, het contante geldverkeer voor haar aandeelhouders ABN AMRO, ING en Rabobank en voert tevens het beheer en onderhoud van de geldautomaten uit.
Sinds 2019 maken de geldautomaten van ABN AMRO, ING en Rabobank langzaam plaats voor automaten van Geldmaat. Deze automaten hebben een geel uiterlijk.
De eerste gele geldmaat werd onthuld in juni 2019, daarna zijn tot aan eind 2020 alle geldautomaten vervangen worden door een van Geldmaat. Er stonden anno 2019 nog zo'n 7.000 automaten verspreid over 3.200 locaties door Nederland. Dit ondanks dat de drie banken op vele locaties hun automaten hadden weggehaald. Zo stonden er vaak automaten van verschillende banken op een locatie vlak naast elkaar.

## Functionaliteiten
Klanten van alle banken kunnen er bankbiljetten opnemen met hun betaalpas. Klanten van ABN AMRO, ING en Rabobank kunnen ook geld storten bij Geldmaat. Ook aanvullende bankdiensten, zoals het activeren van de bankpas, het opvragen van saldo en pincode veranderen zijn voor die klanten beschikbaar.
Sommige automaten hebben ook andere mogelijkheden, zoals bankbiljetten storten, munten storten en/of munten opnemen. De voorwaarden bij dezelfde automaat kunnen per bank verschillen.
De gebruiksmogelijkheden en eventuele kosten voor de klant van het gebruik van de Geldmaat hangen af van het bankpakket.

## Inspiratie voor vergelijkbare Belgische initiatieven
Geldmaat is de directe inspiratie geweest voor twee vergelijkbare initiatieven in België.
Eind 2018 hebben vier kleinere Belgische banken en overheidsbedrijf Bpost de firma Jofico opgericht waarbij de betrokken instellingen de aankoop en het beheer (onderhoud, upgrades) van de geldautomaten gezamenlijk uitvoeren met als doel de kosten te doen dalen.
Begin 2019 lanceerden de vier grootste banken in België (KBC, Belfius,  ING België en BNP Paribas Fortis) een meer doorgedreven alternatief van samenwerking dat de opzet van Geldmaat quasi integraal overneemt. Alle ATM-gerelateerde activiteiten van de vier banken zullen door een afzonderlijke firma (Batopin) onder een neutraal merk uitgevoerd worden. In veel gevallen zullen de geldautomaten in de eigen bankkantoren verdwijnen ten voordele van neutrale locaties zoals winkels of gemeentehuizen.